# Dryorhizopsis
Dryorhizopsis es un género de foraminífero bentónico de la familia Dryorhizopsidae, de la superfamilia Astrorhizoidea, del suborden Astrorhizina y del orden Astrorhizida. Su especie-tipo es Dryorhizopsis cadyi. Su rango cronoestratigráfico abarca el Pennsylvaniense superior (Carbonífero superior).

## Discusión
Clasificaciones previas incluían Dryorhizopsis en el suborden Textulariina del orden Textulariida.

## Clasificación
Dryorhizopsis incluye a las siguientes especies:
- Dryorhizopsis cadyi †